# WASP-43
WASP-43 — звезда, которая находится в созвездии Секстант на расстоянии приблизительно 260 световых лет от Солнца. Вокруг звезды обращается, как минимум, одна планета.

## Характеристики
WASP-43 принадлежит к классу оранжевых карликов. Её масса составляет 0,58 массы Солнца, а  радиус — 0,59 радиуса Солнца. Температура поверхности звезды приблизительно равна 4400 кельвинов, что значительно ниже, чем у нашего дневного светила.

## Планетная система
В 2011 году группой астрономов, работающих в рамках программы SuperWASP, было объявлено об открытии  планеты WASP-43 b в системе. Это типичный горячий юпитер, имеющий температуру 1370 кельвинов. Он обращается на расстоянии 0,014 а.е. от родительской звезды, совершая полный оборот за 19 с половиной часов. Открытие планеты было совершено транзитным методом.
WASP-43 — самая маломассивная звезда из всех, около которых вообще были обнаружены планеты-горячие гиганты.